# Cerzat
Cerzat é uma comuna francesa na região administrativa de Auvérnia-Ródano-Alpes, no departamento de Alto Loire. Estende-se por uma área de 10,16 km². Em 2010 a comuna tinha 214 habitantes (densidade: 21,1 hab./km²).